# اومیسوکا

اُومیسوکا، شب عید ژاپنی (به ژاپنی: 大晦日 Ōmisoka) به شب آخرین روز سال یا شب ۳۱ دسامبر در ژاپن گفته می‌شود. بعضی از ژاپنی‌ها شب عید را بیدار می‌مانند و معتقدند که با این عمل می‌توانند از کامی (رب‌النّوع) سال نو استقبال کنند.

## واژه‌شناسی
در ژاپن به آخرین روز هر ماه «میسوکا» می‌گویند چون آخرین روز ماه دوازدهم، آخرین روز سال نیز می‌باشد مهم تلقی می‌شود و به آن اُومیسوکا می‌گویند که به معنی آخرین روز بزرگ ماه است.

## رسوم
در قدیم تا روز سی ام دسامبر خانه تکانی، پختن غذا و آماده کردن خود برای استقبال از کامی سال نو به اتمام می‌رسید. در روز سی و یکم ماه دوازدهم مردم استحمام کرده و به معابد می‌رفتند و شب را در آنجا بیدار می‌ماندند و از کامی سال نو استقبال می‌کردند. بعضی از مردم اعتقاد داشتند که اگر کسی زود بخوابد به کامی سال نو بی‌احترامی کرده‌است. در شب آخر سال معمولاً غذایی به نام «توشی کوشی سوبا» خورده می‌شود که نوعی رشته‌است و چون رشته‌ها نازک و طولانی هستند مردم امیدوارند با خوردن آن عمرشان همانند رشته طولانی شود و در زندگی خوشبخت باشند. در دوره ادو آخرین روز سال شلوغ‌ترین روز مغازه‌های تجاری بود چون باید تسویه حساب می‌کردند و به همین علت از آن دوره غذایی (توشی کوشی سوبا) برای این شب انتخاب می‌کردند که درست کردن آن آسان باشد و نیاز به صرف وقت چندانی نداشته باشد. امروزه نیز بعضی‌ها در شب آخر سال این غذا را می‌خورند. در این شب و در آخرین لحظات سال زنگ بعضی از معابد ژاپن به صدا در می‌آید که حکایت از تعویض سال دارد. زنگ‌ها ۱۰۸ بار به صدا در می‌آیند که از این تعداد ۱۰۷ بار در زمان لحظات آخر سال کهنه و یکبار دیگر آن در اولین لحظه سال نو صورت می‌گیرد. دلیل ۱۰۸ بار به نواخته شدن زنگ معابد این است که مردم اعتقاد دارند باید ۱۰۸ بدی و فکر بد را که مربوط به گذشته و حال و آینده است از خود دور کنیم و از این پس به افکار خوب روی بیاوریم.

## مسابقه آواز دو گروه سفید و قرمز
در شب سی و یکم دسامبر برنامه مسابقه دو گروه سفید و قرمز هر ساله از کانال ان‌اچ‌کی ژاپن پخش می‌شود. تعداد خوانندگان ۵۰ نفرند و به دو گروه ۲۵ نفری تقسیم می‌شوند. این مسابقه حدود سه ساعت و نیم طول می‌کشد.